# Zygmunt Samosiuk
Zygmunt Samosiuk (ur. 10 marca 1939 w Kaliszu, zm. 24 listopada 1983 w Warszawie) – polski operator filmowy, współtwórca filmów m.in. Andrzeja Wajdy, Jerzego Kawalerowicza, Piotra Szulkina czy Janusza Majewskiego.
Autor zdjęć do filmów dokumentalnych i fabularnych. Jako pierwszy operator trzykrotnie wyróżniony nagrodą za zdjęcia na Festiwalu Polskich Filmów Fabularnych („Zapis zbrodni”, „...Gdziekolwiek jesteś panie prezydencie...”, „Sprawa Gorgonowej”).

## Życiorys
W 1957 złożył egzamin dojrzałości w I Liceum Ogólnokształcącym im. Adama Asnyka w Kaliszu. Po ukończeniu studiów w PWSTiF w Łodzi w 1965, rozpoczął pracę w Polskiej Kronice Filmowej. Zauważony przez Andrzeja Wajdę, zadebiutował „Polowaniem na muchy”. Od 1969 do 1983 roku zrealizował zdjęcia do ponad trzydziestu filmów fabularnych, w tym dwóch seriali  („S.O.S.”, „Królowa Bona”).
Cechy charakterystyczne zdjęć Zygmunta Samosiuka to częste stosowanie kamery z ręki, praca przy naturalnym oświetleniu, stosowanie barwnych filtrów, ogromna wrażliwość na naturę i portrety kobiece.
Był dwukrotnie żonaty, najpierw z Krystyną Szabłowską, później z Ireną Karel. Nie miał dzieci.Został pochowany na cmentarzu Prawosławnym w Warszawie.